# Neomammillaria amoena
Neomammillaria amoena là một loài thực vật có hoa trong họ Cactaceae. Loài này được (Hoppfer ex Salm-Dyck) Britton & Rose mô tả khoa học đầu tiên năm 1923.